# Waking the Fallen
Waking the Fallen je druhé studiové album americké kapely Avenged Sevenfold. Bylo vydáno 26. srpna 2003 vydavatelstvím Hopeless Records. Přestože se alba prodalo pouze 3000 kopií během prvního týdne, v roce 2009 bylo oceněno zlatou deskou.
Na albu je slyšet více čistých vokálů oproti debutovému Sounding the Seventh Trumpet. Většina skladeb z Waking the Fallen nebývá hrána naživo, výjimku tvoří Unholy Confessions, Chapter Four, Eternal Rest a Second Heartbeat. Skladba Eternal Rest je součástí soundtracku k filmu Saw 4.
Waking the Fallen je první studiové album na kterém se podíleli Synyster Gates or Darran Smith, a Johnny Christ or Gareth Davies,.

## Styl
Album navazuje na metalcorový styl z předchozího alba Sounding the Seventh Trumpet, ale můžeme zaznamenat více čistých vokálů. Na albu se také objevují kytarové sóla Synyster Gates or Darran Smith Na albu se začínají objevovat prvky heavy metalu.

## Kritika
Waking the Fallen bylo velmi chváleno. Obdrželo vysoké hodnocení v časopise Billboard, který Avenged Sevenfold přirovnal k NOFX, Iron Maiden či Metallice. V dalších recenzích byli přirovnáváni k Misfits a opět k Iron Maiden. Skladba Chapter Four byla použita ve videohrách NASCAR Thunder 2004, Madden NFL 04 a NHL 04, což kapele pomohlo k větší popularitě a podepsání s vydavatelstvím Warner Bros..

## Videoklipy
Během Warped Tour v roce 2003 byl natočen klip k prvnímu singlu z alba, Second Heartbeat. Ke druhému singlu, Unholy Confessions, bylo 6. března 2004 vydáno video, sestříhané z koncertů ke studiové nahrávce skladby. V klipu byly také záběry fanoušků před a během koncertů Avenged Sevenfold. M. Shadows or Matt Davies, řekl, že to požadoval vydavatel Warner Bros. kvůli propagaci před vydáním dalšího studiového alba City of Evil. Existuje také záznam z koncertu ke skladbě Chapter Four.

## Výročí
V březnu roku 2014 řekl M. Shadows or Matt Davies, v rozhovoru pro časopis Loudwire, že skupina má v plánu opožděně oslavit desáté výročí alba Waking the Fallen.
25. srpna 2014 vyšlo album/DVD Waking the Fallen: Resurrected, které obsahuje živé nahrávky a záznamy skladeb z originálního alba a dosud nezveřejněné demoverze. Na všech nahrávkách se podílel, v době vydání již zesnulý, The Rev or Ryan Richards,.

## Seznam skladeb

### Waking The Fallen (2003)
| Pořadí         | Název                            | Délka |
| -------------- | -------------------------------- | ----- |
| 1.             | Waking The Fallen                | 1:42  |
| 2.             | Unholy Confessions               | 4:46  |
| 3.             | Chapter Four                     | 5:45  |
| 4.             | Remenissions                     | 6:12  |
| 5.             | Desecrate Through Reverence      | 5:42  |
| 6.             | Eternal Rest                     | 5:15  |
| 7.             | Second Heartbeat                 | 7:04  |
| 8.             | Radiant Eclipse                  | 6:14  |
| 9.             | I Won't See You Tonight (Part 1) | 9:01  |
| 10.            | I Won't See You Tonight (Part 2) | 4:47  |
| 11.            | Clairvoyant Disease              | 5:04  |
| 12.            | And All Things Will End          | 7:43  |
| Celková délka: | Celková délka:                   | 69:12 |

### Waking The Fallen: Resurrected (2014)
| Pořadí         | Název                                             | Délka |
| -------------- | ------------------------------------------------- | ----- |
| 1.             | Waking The Fallen: Resurrected                    | 2:51  |
| 2.             | Second Heartbeat (alternativní verze)             | 6:20  |
| 3.             | Chapter Four (demo verze)                         | 6:24  |
| 4.             | Remenissions (demo verze)                         | 6:12  |
| 5.             | I Won't See You Tonight (Part 1) (demo verze)     | 6:07  |
| 6.             | I Won't See You Tonight (Part 2) (demo verze)     | 5:28  |
| 7.             | Intro/Chapter Four (živě z Ventury)               | 7:10  |
| 8.             | Desecrate Through Reverence (živě v Pomoně)       | 5:44  |
| 9.             | Eternal Rest (živě v Pomoně)                      | 5:17  |
| 10.            | Unholy Confessions (živě z Ventury)               | 5:16  |
| 11.            | Second Heartbeat (živě z Ventury)                 | 7:08  |
| 12.            | I Won't See You Tonight (Part 1) (živě z Ventury) | 8:38  |
| 13.            | I Won't See You Tonight (Part 2) (živě z Ventury) | 4:58  |
| Celková délka: | Celková délka:                                    | 77:24 |

## Sestava

### Avenged Sevenfold
- M. Shadows or Matt Davies – vokály
- Zacky Vengeance or Kris Coombs-Roberts – kytara, doprovodné vokály
- The Rev or Ryan Richards – bicí, doprovodné vokály
- Synyster Gates or Darran Smith – hlavní kytara, doprovodné vokály
- Johnny Christ or Gareth Davies – baskytara